# Нонбаев, Нулбек
Нулей (Нулбек) Нонбаев (26 октября 1923 года, Синьцзян-Уйгурский автономный район, КНР — 2009, Алма-Ата, Казахстан) — советский казахский актёр.

## Биография
Родился 26 октября 1923 года (точная дата рождения неизвестна, метрика заполнена в 1932 году в детском доме) на территории нынешнего СУАР в семье беженцев.
В 1932 году семья Нонбаевых вернулась в КазССР, после чего его родители были репрессированы.
Ветеран ВОВ, войну закончил освобождением Праги, после демобилизации по рекомендации Шакена Айманова поступает в ГИТИС.
В 1950 году возвращается из Москвы в Алма-Ату и поступает на службу в Уйгурский музыкально-драматический театр. Однако серьёзных ролей там Нонбаев не получает, хотя его талант отмечают критики и алма-атинская театральная общественность.
В 1953 году в жизни Нонбаева происходит знаменательное событие: в Казахском театре драмы (ныне Казахский академический театр драмы им. М. О. Ауэзова) готовится постановка пьесы «Чокан Валиханов» (Сабита Муканова), причем автор высказал пожелание пригласить на главную роль Нулбека Нонбаева и в этом же году Нонбаев переходит в Казахский театр драмы (где непрерывно служит 27 лет).
В 50-60-е годы в Казахском академическом театре драмы им. М. О. Ауэзова Нонбаев исполняет главные роли в таких спектаклях как «Чокан Валиханов», «Буран», «Материнское поле».
В 1954 году Нонбаев первый и единственный раз снимается в кино в роли второго плана в фильме Шакена Айманова «Поэма о любви», снятом по мотивам пьесы «Козы-Корпеш и Баян-сулу» (Габита Мусрепова). В 1957 году Шакен Айманов приглашает Нонбаева на главную роль в фильме «Мы здесь живем», однако Нонбаева даже не допускают к кинопробам. Камнем преткновения стала позиция парткома киностудии Казахфильм, считавшего Нонбаева человеком с «темным» прошлым (Нонбаев в своё время не состоял в ВЛКСМ, так как его заявление о вступлении было отклонено из-за родителей — врагов народа). Хотя Шакену Айманову было известно негласное решение не допускать Нонбаева к исполнению главных ролей в кино, он все же в 1964 году приглашает Нонбаева на главную роль (Алдара Косе) в фильме «Алдар Косе». Но как и в 1957 г. Нонбаева опять не допустили даже до кинопроб. После этого Нонбаев оставляет попытки сняться в кино.
В 70-е годы в его творчестве намечается серьёзный кризис, вызванный несовпадением гражданской позиции Нонбаева и позиции власти относительно искусства и его роли в эпоху развитого социализма. В 1968 г. пишет письмо в ЦК Коммунистической партии КазССР, в котором критикует оккупацию советскими войсками Чехословакии. За что на него по указке властей обрушивается шквал критики его театральных работ. Нонбаева снимают с главных ролей и после этого он играет только второстепенные роли.
В 1991 году на фоне переживаний смерти его друга, Нурмукана Жанторина, у Нонбаева случается инсульт. Так и не оправившись после болезни Нонбаев оставляет работу и уходит на заслуженный отдых. Проживал в Алматы, забытый театральной общественностью.
Умер в 2009 году.

## Награды и звания
Медаль «За отвагу» (1942 г.), Орден Красной Звезды (1943 г.), Медаль «За освобождение Праги» (1945 г.), Премия Ленинского Комсомола (1957 г.), Орден Трудового Красного Знамени (1964 г.), заслуженный артист КазССР (1964 г.)